# 사랑한다 말해줘
《사랑한다 말해줘》는 MBC에서 2004년 2월 25일부터 2004년 4월 14일까지 방영되었던 수목 미니시리즈이다.

## 등장 인물

### 주요 인물
- 김래원 : 김병수 역 (아역 김영찬) - 이나의 영화사 신입사원
- 염정아 : 조이나 역 - 중견 영화사의 사장
- 윤소이 : 서영채 역 (아역 남지현) - 이나의 영화사 신입사원
- 김성수 : 박희수 역 - 영화음악가

### 주변 인물
- 박인환 : 서필상 역 - 해병대 출신의 만년 평교사, 영채의 아버지
- 조양자 : 김정숙 역 - 서필상의 아내
- 조정린 : 서을채 역 - 서필상의 둘째 딸
- 배지효 : 서경채 역 - 여고 1학년, 서필상의 셋째 딸
- 최민주 : 서빈채 역 - 중학교 2학년, 서필상의 막내 딸
- 김지영 : 능옥 역 - 불영사의 파계승, 울진학사의 주인
- 문미봉 : 큰 스님 역 - 병수를 거둬 키운 불영사의 전대 주지 스님
- 이용이 : 주지 스님 역 - 현재의 주지 스님으로 파계승 능옥과는 동기
- 신승환 : 권석관 역 - 영채 병수와 어린시절을 함께 보냈던 악동
- 이정희 : 한준 역 - 울진학사 근처에 사는 배우 지망생
- 박광정 : 오상무 역 - 충무로에서 잔뼈가 굵은, 영화사의 늙다리 프로듀서
- 이매리 : 나경림 역 - 영화사의 노처녀 프로듀서

### 그 외
- 김일웅
- 이광희
- 김두용
- 황지영
- 민성욱
- 권민영
- 신정현
- 조선묵 : 영화 배급사 사장 역
- 서동원 : 구본식 역 - 이나의 영화사 면접생
- 홍소희 : 희수와 함께 비행기를 타고 여자 역
- 박철민 : 이나에게 접촉사고로 협박하는 깡패 역
- 오상무 : 이나에게 접촉사고로 협박하는 깡패 똘마니 역
- 신동미 : 간호사 역
- 이시니 히데끼 : 이나네 영화를 배급하려는 일본 영화사 관계자 역
- 김인태 : 희수의 아버지 역
- 유승봉 : 희수의 아버지 보좌하는 사람 역
- 이기영 : 영화감독 역
- 정종준 : 영화 헌팅하는 곳 어촌 마을 경북호 선장 역
- 박지일 : 병수와 영채가 함께 듣던 수업의 교수 역
- 손영순 : 선장의 어머니 역
- 전성애 : 선장의 아내 역

### 특별출연
- 조재현 : 본인 역 - 조이나가 캐스팅하려는 배우 (1화, 2화)
- 정형수 : 영화 시나리오 작가 역 (1화, 4화, 8화, 9화)
- 전도연 (1화, 목소리 출연)
- 김지숙 : 희수의 새어머니 역 (3화)
- 그룹 부활 (8화, 11화)
- 그룹 드왑 (9화)